# Коток (машина)

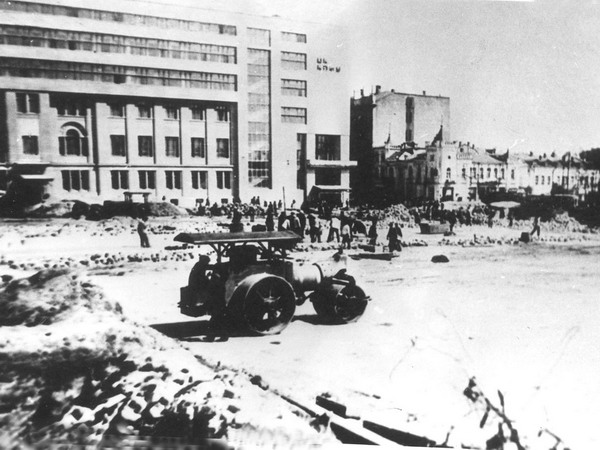
Коток утрамбовує ґрунт під мощення майдану Свободи, 1930

Кото́к — машина для утрамбування й ущільнення ґрунту, асфальту тощо.

## Будова
Головною деталлю котка є валець — циліндр, який виконує роль колеса. Своєю масою валець здавлює та утрамбовує речовину.
У кожному котку є ведучий валець, до нього подається крутний момент від двигуна.
Привод ведучих вальців — у більшості котків механічний, але на сучасних машинах гідравлічний. Це пов'язано з вищим рівнем надійності гідравліки; зручністю управління машиною, яке забезпечує гідродротрансмісія; компактністю гідропривода; та в основному пов'язано з тим, що практично всі сучасні котки є вібраційні (з гідроприводом вібратора), і в системі рульового управління так само використовується гідропривод, таким чином при використанні гідропривода досягається оптимізація конструкцій і на колесах.

## Види котків
За способом переміщення котки поділяться на причіпні та самохідні:
- Причіпні котки для пересування використовують енергетичні тягачі (людину, коней, трактори або інші транспортні засоби).
- Самохідні котки оснащені власним двигуном, приводячи колеса або вальці в рух.

За кількістю осей котки поділяють на одно-, дво- та трьохосьові.
За кількістю вальців поділяють на одно- дво- і трьохвальцеві.
За видом впливу на утрамбовуваний матеріал котки поділяються на статичні та вібраційні:
- Статичні котки утрамбовують матеріал, тиснучи власною вагою. Цей тип котків свого часу був найпоширеним, але на даний час рідко трапляється, оскільки його витіснив компактніший та легший вібраційний тип котків. У той же час, необхідність в статичних котках зберігається, оскільки їх можна застосувати для утрамбування там, де вібрація недопустима, наприклад, для утрамбування на естакадах і мостах. Також статичні котки залишають після себе гладшу поверхню, у зв'язку з чим їх використовують там, де є така вимога.
- Вібраційні котки оснащені особливим пристроєм — вібратором, який являє собою тягар, який обертаться зі зміщеним відносно осі прокручення центром маси, що створює потужну вібрацію. Завдяки вібрації при суттєво меншій масі, на відмінну від статичного котка, вібраційному котку властиве сильне утрамбовування. Проте, вібраційний коток не дозволяє створити ідеально рівну поверхню, залишаючи після себе «хвилястість» на трамбованому матеріалі, а його динамічні навантаження здатні пошкодити основну поверхні, яку він утрамбовує.

За видом вальців котки бувають: з гладкими вальцями, кулачковими, ситчастими, пневмоколісними, комбінованими:
- Котки з гладкими вальцями являють собою машини з гладкими широкими металевими колесами. Зазвичай застосовується для асфальтоукладних робіт, тому що на виході дають рівну поверхню;
- Кулачкові котки відрізняються тим, що покриті кулачками — невеликими виступами. При цьому кулачки проникають у ґрунт, розбивають грудки та перемішують його, покращуючи утрамбовування. Ефективні для роботи з пухким ґрунтом;
- Ситчасті котки оснащені вальцями, що покриті решітками. Використовуються для трамбування різних ґрунтів. При прохождении по неоднорідному ґрунту великі грудки дрібняться, що збільшує щільність;
- Пневмоколісні котки замість вальців оснащені зібраними в пакети колесами з пневматичними шинами. Через наявність між пневматичними шинами проміжків, з яких при роботі залишаються невтрамбовані смужки, шини ставлять так, щоб ці проміжки на передніх і задніх колесах не збігалися;
- Комбіновані котки складаються із комбінації вищеперелічених котків, наприклад, передній валець — головний, а задній — пневмоколісний).

Крім того, котки розрізняють залежно від маси: від ручних (менше 1 тонни) до важких (понад 16 тонн) і навіть надважких (масою до 100 тонн і більше).
Сучасні дорожчі котки здатні розвивати швидкість до 14 км/год, але для більшості максимальна швидкість — 2—5 км/год.

## Галерея

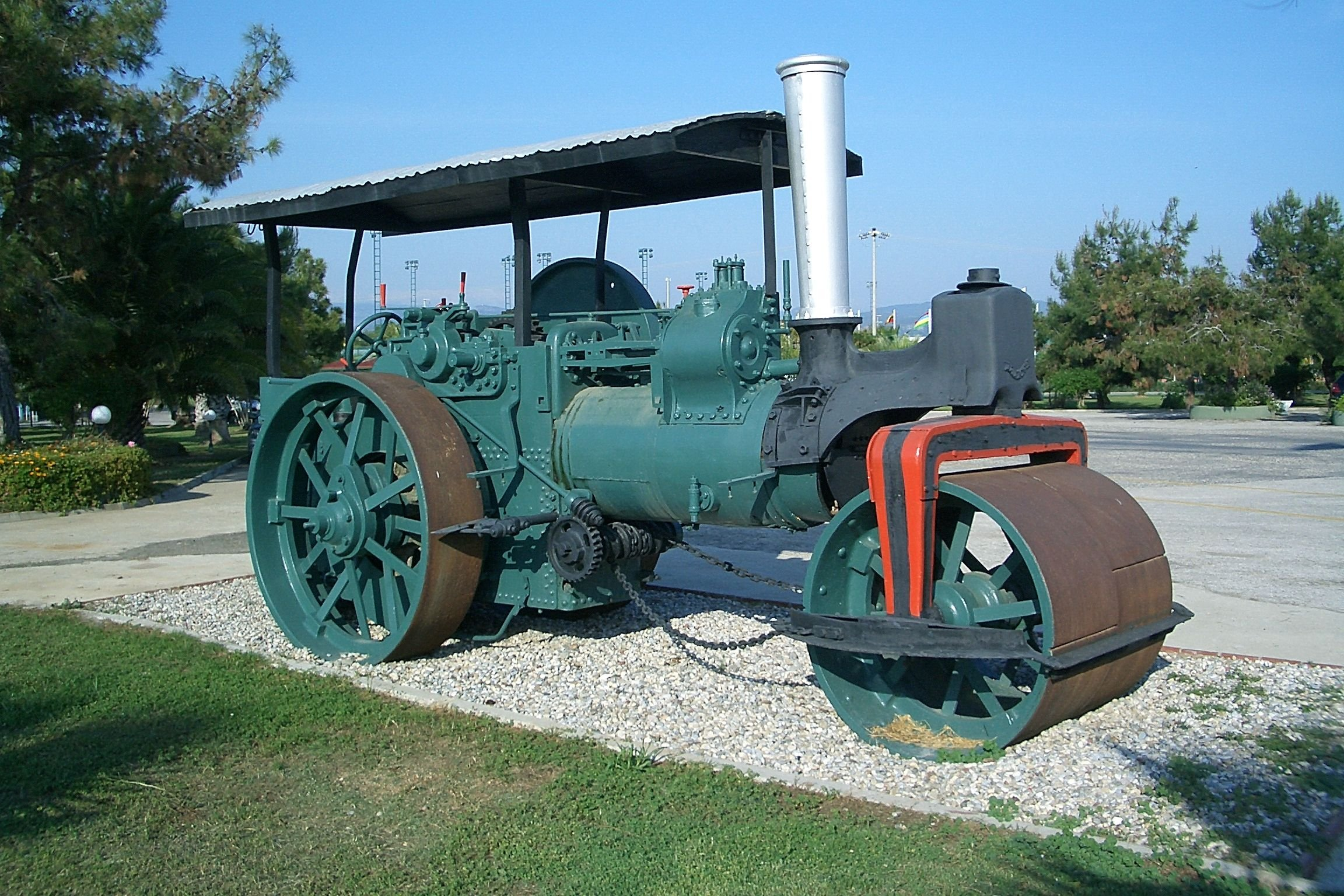
Паровий коток, 1902 рік
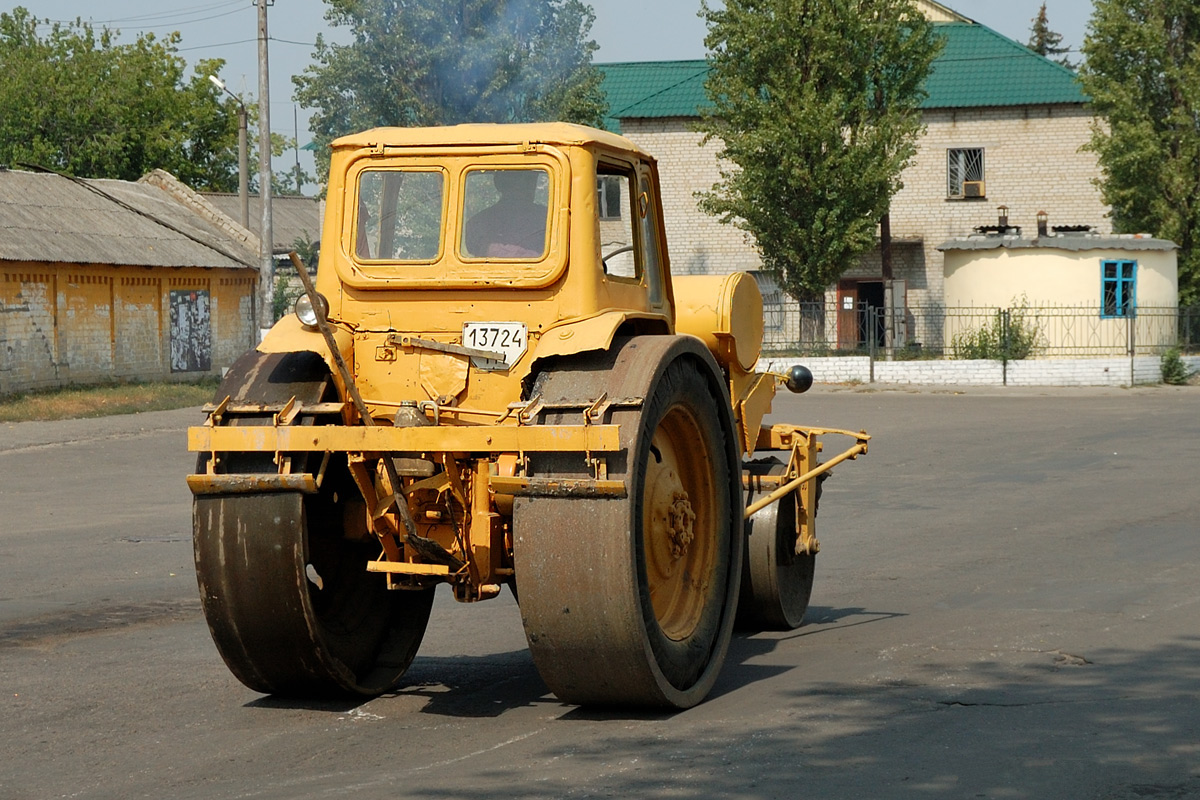
Тривальцевий коток на базі трактора МТЗ, м. Куп'янськ